# Protezione civile (Belgio)
La protezione civile in Belgio (in francese: Protection civile, in olandese: Civiele Bescherming) è un servizio di soccorso federale belga che appartiene al Servizio Pubblico Federale Interno. La protezione civile è utilizzata solo su richiesta di talune autorità o dipartimenti governativi e non può intervenire su richiesta di un privato, come nel caso del servizio antincendio. La protezione civile fornisce il supporto ad altri servizi di emergenza (come la polizia e i vigili del fuoco) con conoscenze specializzate e attrezzature pesanti, spesso in catastrofi maggiori. I loro compiti includono l'intervento di servizi contro gli incidenti CBRN o alluvioni, rafforzando l'approvvigionamento idrico nei grandi incendi, impiegando squadre di cani o subacquei in interventi di ricerca e salvataggio o missioni giudiziarie, inquinanti in mare. Alcune unità sono inoltre supportate regolarmente nella loro zona, ad esempio per la lotta contro l'incendio o l'assistenza con l'ambulanza.
La protezione civile ha circa 1100 dipendenti (circa 450 professionisti e 650 volontari) e quasi 670 veicoli nel 2016. Nel 2016 ha eseguito circa 5.500 interventi. C'è una sede a Bruxelles e vi sono sei unità operative a Brasschaat, Crisnée, Ghlin, Jabbeke, Libramont e Liedekerke.

## Storia

### Seconda guerra mondiale
Il bombardamento di Guernica nel 1937, che si è concentrato sulla popolazione civile della città, in molti paesi (compreso Belgio) ha portato alla creazione di un corpo volontario che avrebbe potuto avvertire i civili sui bombardamenti, aiutare e ripulire la città dalle macerie. Dopo diversi tentativi, questa organizzazione è stata chiamata Protezione d'Aria Passiva (PLB) nel 1942 ed è stata ospitata nei locali abbandonati di una birreria di Anderlecht. Questa organizzazione ha svolto un lavoro di salvataggio per le vittime della guerra durante la Seconda guerra mondiale. Alla fine della guerra nel 1945 si è stati consapevoli dell'utilità di tale organizzazione e la difesa passiva era confermata con il Corpo Ausiliare Nazionale (NHK), il numero dei volontari è stato ridotto e giunto al posto di professionisti. Il Corpo dei servizi nazionali è stato alloggiato in una caserma nel Parco del Cinquantenario di Bruxelles. Gran parte delle apparecchiature disponibili per il Corpo Nazionale di Assistenza proveniva dagli Alleati.

### Corpi di Protezione Civile
L'inizio della Guerra di Corea nel 1951 fu l'impulso per cambiare il nome del corpo del Corpo di protezione civile e di determinare il suo status. Nel 1951 fu creata anche la Scuola di Protezione Civile. Nel 1954 il Corpo di Protezione Civile è stato trasformato in un'organizzazione a pieno titolo dove sono stati istituiti due "grandi unità accanto alla stazione principale del Parco Cinquantenaire: uno a Lissewege e Le Rœulx. Oltre a queste aspettative, sono stati creati tre depositi strategici a Crisnée, Ghlin e Liedekerke. Nel 1957 c'era anche un deposito presso Brasschaat. Questi depositi servivano come stoccaggio per veicoli e attrezzature. Alla fine del 1959 i Corpi di Protezione Civile dovettero lasciare le caserme del Parco del Cinquantenario per lasciare il posto per il Museo Reale dell'Esercito, ancora ubicato lì nell'anno 2016. All'inizio del 1960 le unità di Bruxelles, Le Rœulx e Lissewege sono state sostituite da unità complete a Brasschaat, Crisnée, Ghlin e Liedekerke.

### Legge sulla protezione civile
Sotto l'ex Ministro dell'Interno Arthur Gilson si arrivo con la legge del 31 dicembre 1963 al quadro giuridico della protezione civile per il funzionamento della protezione civile e la divisione del lavoro tra questo dipartimento e il servizio antincendio. Ciò ha portato alla creazione del Centro di Allarme Nazionale al Forte di Walem, la cui parte successiva è stata trasferita al Centro di Crisi del governo federale.
Nel 1974 è stato istituito un servizio di assistenza al servizio civile all'interno del Dipartimento per la protezione civile. L'istituzione di questo servizio ha portato anche alla creazione di un avamposto a Beernem nel 1974 e uno nel 1976. A Neufchâteau nel 1986, il posto a Beernem è stato chiuso principalmente per motivi finanziari, mentre il posto nello stato del Neufchâteau "grande tutore" e quindi avrebbe potuto intervenire autonomamente. Infine, nel 1999, c'era una grande attesa a Jabbeke.

### Riforma dei Vigili del fuoco
Dalla catastrofe del gas di Gellingen nel 2004 si è mostrato che l'organizzazione della protezione civile in Belgio non era più adattata alle esigenze della società moderna. Per analogia con la riforma della polizia del 1998, è stato pertanto deciso di riesaminare l'organizzazione dei servizi di soccorso civile in Belgio. Sotto la guida dell'ex governatore della provincia di Anversa, Camille Paulus, è stato nominato un comitato ("Commissione Paulus") per sviluppare questa riforma. La relazione finale del 2006 su questo comitato si basava su tre riforme necessarie:
- Ogni cittadino ha il diritto all'assistenza più appropriata.
- Ogni cittadino ha diritto alla stessa protezione fondamentale contro un dovere equivalente a contribuire.
- L'allargamento della scala è necessaria.

Un anno dopo, la legge del 15 maggio 2007 sulla sicurezza civile è stata approvata ed è stata la base per la riforma dei vigili del fuoco. In questa riforma i reparti comunali dei vigili del fuoco hanno intrapreso nuove strutture: zone di soccorso. Nel 2015, la maggior parte di queste aree sono state ufficialmente avviate. In questa riforma del vigile del fuoco, è stata adattata anche la ripartizione del lavoro tra zone di soccorso e protezione civile. Le zone di soccorso sono nel campo della protezione civile, come ad esempio i contrasti antincendio, mentre la protezione civile si concentra su interventi specializzati e a lungo termine (principalmente CBRN, ricerca e salvataggio e supporto tecnico) intensificazione). Tuttavia, le zone di soccorso sono state autorizzate ad utilizzare un'altra zona di assistenza o un'unità operativa di protezione civile attraverso un accordo di cooperazione per alcune missioni di base. Inoltre, i membri del Servizio di protezione antincendio e civile hanno ottenuto una nuova legge.

### Ristrutturazione
All'inizio dell'aprile 2017, il ministro dell'Interno Jan Jambon ha annunciato di voler chiudere quattro delle sei unità di protezione civile, tra cui Ghlin, Jabbeke, Libramont e Liedekerke. Le unità di Brasschaat e Crisnée rimarrebbero le uniche. L'intenzione è quella di trasformare la protezione civile in un puro servizio di seconda linea. Ciò significa che la protezione civile non deve compiere compiti frontali come i contrasti antincendio, l'approvvigionamento idrico o l'assistenza sanitaria, ma si concentrano solo su un'assistenza altamente specializzata, come gli incidenti CBRN. o alluvioni. I compiti Frontline devono essere eseguiti solo da aree di soccorso.
I piani di riforma contenevano critiche da parte dei sindacati e dei comuni dove si trovava un'unità di difesa civile. Inoltre, è stato spesso detto che il tempo prezioso sarebbe andato perduto nei disastri, poiché la protezione civile potrebbe venire meno ai posti. Anche l'ubicazione dell'unità di Brasschaat, situata nella zona infetta durante un incidente nucleare presso la centrale nucleare di Doel, stava causando preoccupazione. Dall'altro lato, il ministro Jambon ha suggerito che i compiti specializzati a due linee ancora attuati dalla protezione civile erano meno urgenti. Il ministro Jambon ha anche negato che l'unità di Brasschaat sarebbe stata detenuta perché era anche il sindaco in quel momento; Ha detto che l'unità a Brasschaat è stata aperta a causa dell'alta concentrazione delle società Seveso nella regione (inclusa l'industria nel Porto di Anversa).

## Organizzazione
La protezione civile comprende sei unità operative, ciascuna incaricata di fornire assistenza e sostegno nel settore della sicurezza civile in una determinata regione del territorio belga. Oltre alle abilità e alle conoscenze abituali, le unità sono specializzate anche in determinate aree, a seconda della loro posizione. Queste unità sono gestite da un direttore unitario della Direzione Operativa di Bruxelles della Direzione Generale della Sicurezza Civile, che a sua volta fa parte del Servizio Pubblico Federale per gli Affari Interni.

### Unità
- Gestione delle operazioni
- Unità operativa Liedekerke: per Fiandre orientali, Brabante Fiammingo e la Regione di Bruxelles-Capitale
- Unità operativa Libramont: per Lussemburgo e parte di Namur
- Unità operativa Ghlin: per Hainaut, parte di Namur e parte del Brabante Vallone
- Unità operativa Jabbeke: per le Fiandre occidentali e il Mare del Nord
- Unità operativa Crisnée: per Liegi, parte di Namur e parte del Brabante Vallone
- Unità operativa Brasschaat: per Anversa e Limburgo

### Squadre specializzate
Per i suoi compiti, la Protezione Civile ha una serie di squadre specializzate, indipendentemente dal fatto che siano in collaborazione con il dipartimento dei vigili del fuoco:
- Squadre con cane per il monitoraggio delle persone.
- Gruppi GRIMP per salvare persone in luoghi difficili da raggiungere.
- Squadre USAR per la ricerca e salvataggio delle persone sepolte sotto le macerie.
- Squadre di immersione per incarichi subacquei.
- I team IBIS per individuare persone decedute (spesso in collaborazione con il team DVI della polizia federale).
- Un gruppo di soccorsi per interventi in luoghi difficilmente accessibili sotterranei.

Su richiesta del Ministro dell'Interno, i membri della Protezione Civile possono anche fornire assistenza all'estero come parte delle missioni internazionali di B-FAST. Questa struttura d'intervento fornisce assistenza all'estero su disastri che superano le capacità del paese colpito. All'interno dei gruppi B-FAST vi sono membri della Protezione Civile insieme a medici, infermieri, vigili del fuoco, soldati e altri.

## Attrezzatura

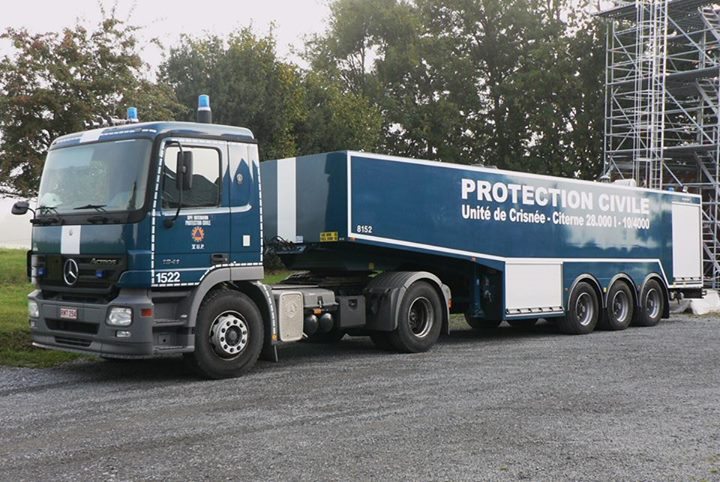
Autocisterna da 28.000 litri d'acqua della Protezione civile di Crisnée

Le unità di protezione civile dispongono di diversi tipi di attrezzature specializzate e pesanti per i loro diversi compiti:
- Cannoni Superacqua per combattere i grandi incendi chimici.
- Grandi cisterne per l'approvvigionamento idrico.
- Impianti di pompaggio pesanti per pompare grandi quantità d'acqua ad alti flussi (ad esempio, inondazioni).
- Unità di decontaminazione per la disinfezione delle vittime negli incidenti CBRN.
- Serbatoi di vuoto per sostanze contaminanti e sostanze pericolose.
- Linea d'acqua per creare rapidamente grandi quantità di borse d'acqua

## Personale
La Protezione Civile opera attorno a 450 personale professionista e 650 volontari. Come altri dipendenti del governo federale, sono classificati in livelli (quadri) basati sul loro livello di istruzione:
- Nessun requisito di diploma (D)
- Diploma di istruzione secondaria (C)
- Diploma di istruzione superiore - Bachelor (B)
- Diploma di istruzione superiore - Master (A)

Il personale della protezione civile è in gran parte identico a quello dell'altro personale del governo federale. Solo nel livello D ci sono gradi che sono unici per la protezione civile:
| Livello | Grado                | Funzione             |
| ------- | -------------------- | -------------------- |
| A       | adviseur-generaal    | responsabile unità   |
| A       | addetto              | vice capo unità      |
|         |                      |                      |
| B       | esperto tecnico      | direttore capo       |
|         |                      |                      |
| C       | assistente tecnico   | assistente operativo |
|         |                      |                      |
| D       | brigadiere operativo | brigadiere operativo |
| D       | dipendente operativo |                      |

## Statistica
La maggior parte degli interventi effettuati nel 2016 dalla protezione civile dove forniva assistenza umanitaria nelle prigioni, forniva segnalazioni o sicurezza in caso di incidenti e contrasto all'inquinamento ambientale. Il numero di interventi per l'assistenza umanitaria nelle carceri è aumentato drasticamente nel 2015. Il numero di interventi di segnalazione o di sicurezza è raddoppiato anche nel corso dell'anno precedente.
| Natura dell'intervento                      | 2015      | 2015     | 2016      | 2016     |
| Natura dell'intervento                      | Incidenti | Orario   | Incidenti | Orario   |
| ------------------------------------------- | --------- | -------- | --------- | -------- |
| Umanitario: prigioni                        | 83        | 7927,63  | 703       | 25263,03 |
| Segnalazione/sicurezza                      | 360       | 1715,32  | 631       | 2798,53  |
| Inquinamento                                | 772       | 9194,48  | 590       | 7619,62  |
| Altro                                       | 669       | 9835,52  | 386       | 5197,23  |
| Inquinamento idrico                         | 71        | 1099,10  | 376       | 6579,17  |
| Farmaci                                     | 191       | 5406,10  | 310       | 7450,60  |
| Incidente stradale                          | 277       | 2289,53  | 240       | 1607,33  |
| Preventivo                                  | 51        | 2080,47  | 228       | 3995,23  |
| Stazione/generi alimentari                  | 41        | 315,17   | 226       | 239,05   |
| Fuoco                                       | 328       | 6067,77  | 183       | 29,63    |
| Esercizio esterno                           | 141       | 2964,93  | 169       | 4809,40  |
| Incontro                                    | 105       | 470,50   | 161       | 944,23   |
| Trasporto logistico                         | 228       | 3956,50  | 148       | 3875,30  |
| Approvvigionamento acqua                    | 176       | 1337,85  | 148       | 1447,85  |
| Ricerca persone scomparse                   | 82        | 4455,80  | 125       | 5311,58  |
| Polizia logistica                           | 135       | 1968,52  | 114       | 1920,52  |
| Pacchetto sospetto                          | 65        | 510,63   | 109       | 858,62   |
| Dispensazione dell'acqua potabile           | 79        | 1235,27  | 97        | 918,48   |
| Tempesta                                    | 37        | 527,37   | 84        | 1634,95  |
| CBRN (sostanze pericolose)                  | 32        | 396,05   | 71        | 1185,27  |
| Perdita di un carico su una strada pubblica | 47        | 782,47   | 57        | 759,00   |
| Bombardamento/minaccia terroristica         | 23        | 55,78    | 53        | 643,28   |
| Assistenza DVI                              | 34        | 1019,88  | 50        | 2328,15  |
| Assistenza ambulanza                        | 67        | 126,33   | 50        | 81,50    |
| Esercizio interno                           | 12        | 514,23   | 40        | 1122,03  |
| Ricerche                                    | 70        | 2138,07  | 39        | 1103,75  |
| Demo/esposizione                            | 50        | 1812,62  | 39        | 1759,48  |
| Umanitario                                  | 85        | 5249,77  | 36        | 823,25   |
| Distruzione vespe                           | 49        | 48,93    | 28        | 27,65    |
| Pericolo di collisione                      | 42        | 425,57   | 27        | 263,00   |
| Rischio di esplosione                       | 17        | 98,38    | 11        | 50,15    |
| Test di lavoro                              | 4         | 11,25    | 10        | 29,45    |
| Incidente ferroviario                       | 7         | 61,52    | 4         | 61,58    |
| Incidente aereo                             | 1         | 110,50   | 1         | 126,40   |
| Popolazione allarmante                      | 1         | 26,67    | 0         | 0        |
| TOTALE                                      | 4432      | 76236,47 | 5544      | 95798,07 |